# Bobby Vinton
Bobby Vinton, właśc. Stanley Robert Vintula, Jr. (ur. 16 kwietnia 1935 w Canonsburgu) – amerykański piosenkarz popowy pochodzenia polskiego.

## Życiorys
Syn Stana Vintona i Dorothy Studzinski, za których namową rodziców podjął naukę w szkole muzycznej. Uczył się gry na saksofonie, trąbce, oboju, perkusji i pianinie. Karierę sceniczną zaczynał jako muzyk w zespołach Chubby’ego Checkera, Fabiana i Chucka Berry’ego.
W 1962 rozpoczął solową karierę muzyczną. W pierwszej połowie lat 60. wylansował przeboje: „Roses Are Red (My Love)” (1962), „Blue Velvet” (1963), „There! I’ve Said It Again” (1964) i „Mr. Lonely” (1964). W 1974 wylansował przebój „My Melody of Love” z refrenem częściowo śpiewanym w języku polskim („Moja droga, ja cię kocham”). Singiel z tą piosenką rozszedł się w liczbie ponad 3 mln egzemplarzy. Sukces piosenki spowodował, że Vinton często nazywany jest „Polskim Księciem” (ang. „The Polish Prince”. Piosenka była również popularna w Polsce. Vinton nagrał także utwór świąteczny „Santa Must Be Polish”, w którym po polsku śpiewa – „Wesołych Świąt Bożego Narodzenia”.
Żonaty, ma piątkę dzieci. Zamieszkał w Malibu (Kalifornia).

## Dyskografia

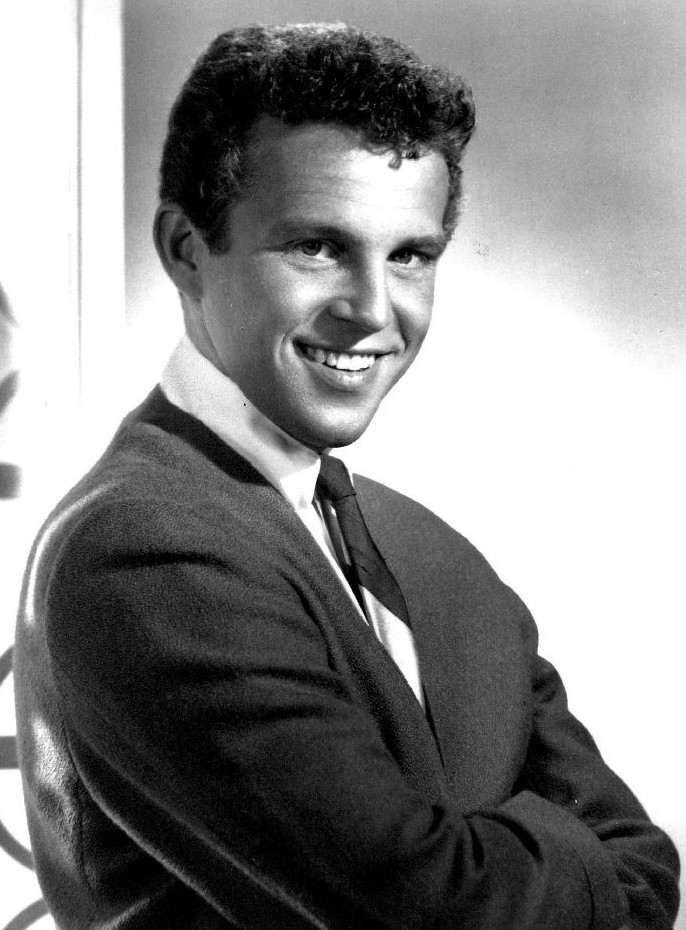
Vinton (1964)

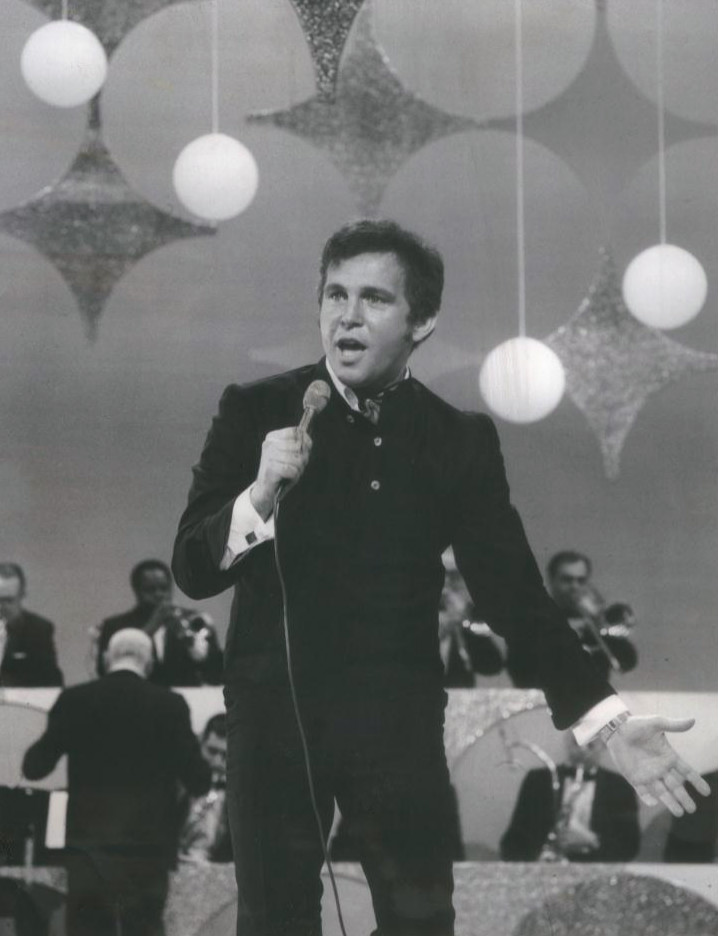
Vinton (1969)

Spis sporządzono na podstawie materiału źródłowego.

### Albumy studyjne
- 1961: Dancing at the Hop
- 1961: Bobby Vinton Plays for His Li'l Darlin's
- 1962: Roses Are Red (albumi)|Roses Are Red (US #5)
- 1962: Bobby Vinton Sings the Big Ones (US #137)
- 1963: The Greatest Hits of the Golden Groups
- 1963: Blue on Blue (US #10)
- 1964: There! I've Said It Again (US #8)
- 1964: Tell Me Why (US #31)
- 1964: A Very Merry Christmas (US #13)
- 1965: Mr. Lonely (US #18)
- 1965: Bobby Vinton Sings for Lonely Nights (US #116)
- 1965: Drive-In Movie Time
- 1966: Bobby Vinton Sings Satin Pillows and Careless (US #110)
- 1966: Country Boy
- 1967: Bobby Vinton Sings the Newest Hits
- 1967: Please Love Me Forever (US #41)
- 1968: Take Good Care of My Baby (US #164)
- 1968: I Love How You Love Me (US #21)
- 1969: Vinton (albumi)|Vinton (US #69)
- 1970: My Elusive Dreams (US #90)
- 1970: Sounds of Love
- 1972: Ev'ry Day of My Life (US #72)
- 1972: Sealed With a Kiss (US #77)
- 1974: Melodies of Love (US #16)
- 1974: With Love
- 1975: Heart of Hearts (US #108)
- 1975: The Bobby Vinton Show (US #161)
- 1976: Serenades of Love
- 1976: Party Music – 20 Hits
- 1977: The Name Is Love (US #183)
- 1979: 100 Memories
- 1980: Encore (albumi)|Encore
- 1987: Santa Must Be Polish
- 1988: Bobby Vinton (albumi)|Bobby Vinton
- 1989: Timeless
- 1990: Great Songs of Christmas
- 1992: Now & Then
- 1995: Kissin' Christmas

### Albumy koncertowe
- 1966: Live at the Copa
- 1998: Branson City Limits

### Albumy kompilacyjne
- 1964: Bobby Vinton’s Greatest Hits (US #12)
- 1966: More of Bobby’s Greatest Hits
- 1969: Bobby Vinton’s Greatest Hits of Love (US #138)
- 1970: Vinton Sings Vinton
- 1971: The Love Album
- 1971: To Each His Own
- 1972: Bobby Vinton’s All-Time Greatest Hits (US #119)
- 1973: The Bobby Vinton Treasury
- 1974: The Many Moods of Bobby Vinton
- 1975: The Many Moods of Bobby Vinton: Bobby Vinton...in Love (US #154)
- 1976: K-Tel Presents Bobby Vinton – 20 Greatest Hits
- 1978: Autumn Memories
- 1978: Bobby Vinton
- 1979: Spring Sensations
- 1979: Summer Serenades
- 1979: The Million Selling Records of Bobby Vinton
- 1980: My Song
- 1981: Bobby Vinton’s Greatest Hits
- 1981: Polka Album
- 1983: His Heart-Touching Magic
- 1985: The Best of Bobby Vinton
- 1985: Ballads of Love
- 1988: Bobby Vinton
- 1991: 16 Most Requested Songs (US #199; charted in 1996)
- 2001: Mr. Lonely / Country Boy'
- 2001: Sealed With A Kiss / With Love
- 2001: Tell Me Why / Sings For Lonely Nights
- 2002: Legend
- 2002: 20 All-Time Greatest Hits
- 2002: Ev’ry Day of My Life/Satin Pillows and Careless
- 2002: Take Good Care of My Baby/I Love How You Love Me
- 2002: Please Love Me Forever/My Elusive Dreams
- 2002: Live at the Copa/Drive-In Movie Time
- 2004: The Best of Bobby Vinton
- 2005: The Great Bobby Vinton
- 2006: Collections